# Anne Knight
Anne Knight (Chelmsford, 2 novembre 1786 – Waldersbach, 4 novembre 1862) è stata un'attivista, riformista sociale, pioniera del femminismo, abolizionista inglese; ha partecipato alla convenzione antischiavitù del 1840, dove la necessità di migliorare i diritti delle donne è diventata evidente. Nel 1847 la Knight produsse quello che si pensa sia il primo volantino per il suffragio femminile e formò la prima organizzazione britannica di suffragio femminile a Sheffield nel 1851.

## Contesto familiare
Anne Knight nacque a Chelmsford nel 1786. Era la figlia di William Knight (1756–1814), un droghiere di Chelmsford, e di sua moglie Priscilla Allen (1753–1829). Le famiglie dei suoi genitori erano entrambe quacchere e molti dei loro membri presero parte attiva ai movimenti per la temperanza e contro la schiavitù.

## Primi sforzi e frustrazioni

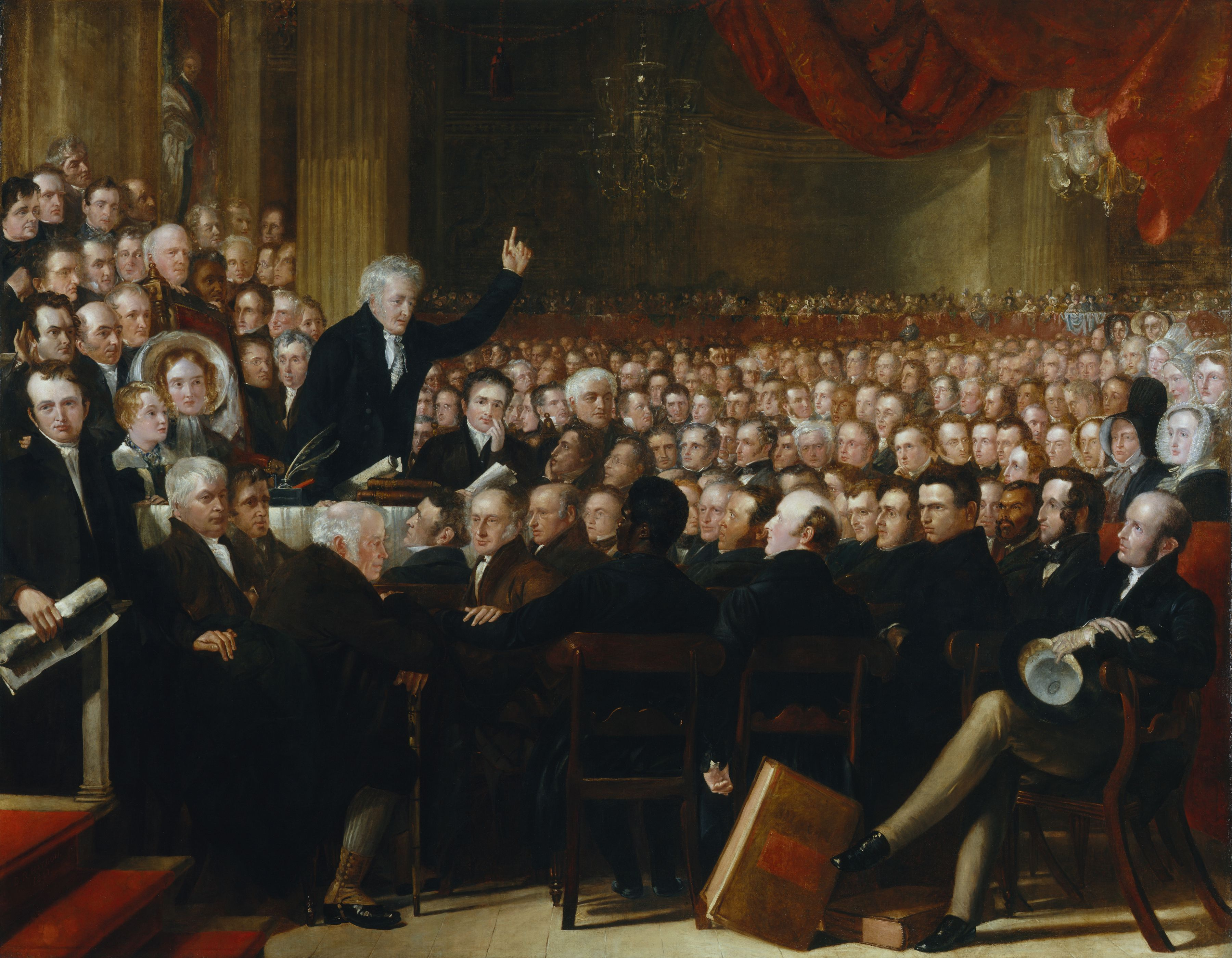
Anne Knight è all'estrema destra di questo dipinto della World Anti-Slavery Convention del 1840. Suo nonno, William Allen è in primo piano a sinistra.

Nel 1825 Anne era membro della Chelmsford Ladies' Anti-Slavery Society quando visitò l'Europa con un gruppo di quaccheri. Il tour prevedeva in parte visite turistiche ma anche buone cause. Lei sapeva parlare sia in francese che in tedesco.
Lavorò a stretto contatto con altri importanti abolizionisti: Thomas Clarkson, Elizabeth Pease e Joseph Sturge.
Quando alle donne fu impedito di partecipare alla World Anti-Slavery Convention a Londra nel 1840, la Knight si indignò e iniziò a fare una campagna per i diritti delle donne. Alcune donne furono incluse nel dipinto del convegno insieme alla Knight; queste erano Elizabeth Pease, Amelia Opie, la Baronessa Byron, Mary Anne Rawson, Mrs John Beaumont, Elizabeth Tredgold, la nuora e nipote di Thomas Clarkson, Mary e proprio dietro Lucretia Mott.

## Trasferimento in Francia
Si trasferì in Francia nel 1846 e partecipò alla rivoluzione del 1848 e alla conferenza internazionale di pace a Parigi nel 1849. Con Jeanne Deroin sfidò il divieto di far partecipare le donne ai circoli politici e la pubblicazione di materiale femminista. Nel 1851 lavorò con Anne Kent per formare la Sheffield Female Political Association, la prima organizzazione britannica a chiedere il suffragio femminile.

## Morte e commemorazioni
Anne Knight non si è mai sposata. Muore a Waldersbach, vicino a Strasburgo, in Francia, il 4 novembre 1862, nella casa del nipote di Jean-Frédéric Oberlin (1740-1820), filantropo di cui lei venerava l'opera.
Un villaggio, Knightsville in Giamaica, prende il nome da lei o forse dalla sorella minore Maria (1791-1870), che visitò le Indie occidentali a metà degli anni '10 del 1800 con suo marito, l'abolizionista John Candler (1787-1869).
Alcuni dei nuovi alloggi per studenti dell'Università dell'Essex, Anne Knight House, prendono il nome da lei. Così è anche l'Anne Knight House, aperta nel gennaio 2005 dalla Colchester Quaker Housing Association, un ostello per giovani. Un edificio di interesse storico culturale classificato di Grado II di fronte alla Stazione ferroviaria di Chelmsford, la sua città natale, utilizzato come casa di riunione dei quaccheri dal 1823 fino agli anni '50, è stato chiamato Anne Knight Building in suo onore. Faceva parte del campus centrale dell'Anglia Ruskin University fino al suo trasferimento nel 2008. L'edificio è rimasto successivamente vacante fino al 2015, quando ha goduto di un breve periodo di utilizzo come progetto culturale prima di essere trasformato in una catena di ristoranti a conduzione familiare.